# 리처드 네이

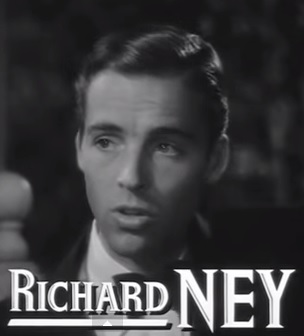

리처드 네이(Richard Ney, 1916년 11월 12일 ~ 2004년 7월 18일)는 미국의 배우, 영화배우, 텔레비전 배우, 작사가, 작곡가 겸 작사가이다.
뉴욕에서 태어났으며 패서디나에서 사망하였다. 사인은 심근 경색이다.

## 영화
- 중단된 매장 (1962년)
- 미드나잇 레이스 (1960년)
- 피터 건 (1958년)
- 바그다드의 아가씨들 (1952년)
- 더 팬 (1949년)
- 레이트 조지 애플리 (1947년)
- 미니버 부인 (1942년)